# 6875 Golgi
6875 Golgi este o planetă minoră (asteroid), cu un diametru de 4,184 km, din centura de asteroizi. A fost descoperită pe 4 iulie 1994 la Observatorul Palomar de Eleanor F. Helin și a fost numită după Camillo Golgi. 
Obiectul prezintă o orbită caracterizată de o semiaxă mare de 2,1570584 UAi, o excentricitate de 0,19, o înclinație de 3,97155 ° în raport cu ecliptica.